# Laznica, Cerkno
Laznica este o localitate din comuna Cerkno, Slovenia, cu o populație de 53 de locuitori.